# Nieczajna Górna
Nieczajna Górna – wieś w Polsce, położona w województwie małopolskim, w powiecie dąbrowskim, w gminie Dąbrowa Tarnowska.
Powierzchnia wsi wynosi 11,76 km², a gęstość zaludnienia 116,1 os./km²
W latach 1975–1998 miejscowość administracyjnie należała do województwa tarnowskiego.

## Integralne części wsi
| SIMC    | Nazwa        | Rodzaj     |
| ------- | ------------ | ---------- |
| 0817675 | Pańskie Pola | przysiółek |
| 0817669 | Podlasek     | część wsi  |

## Odkrycia archeologiczne
W XIX wieku w miejscowości odkryto wyjątkowy miecz brązowy, tzw. antenowy z późnej epoki brązu (900–700 r. p.n.e.). Zabytek znajduje się w Muzeum Archeologicznym w Krakowie.